# Lista wymarłych płazów
Lista obejmuje rodzaje (w niektórych przypadkach gatunki) płazów, które wyginęły.

## A

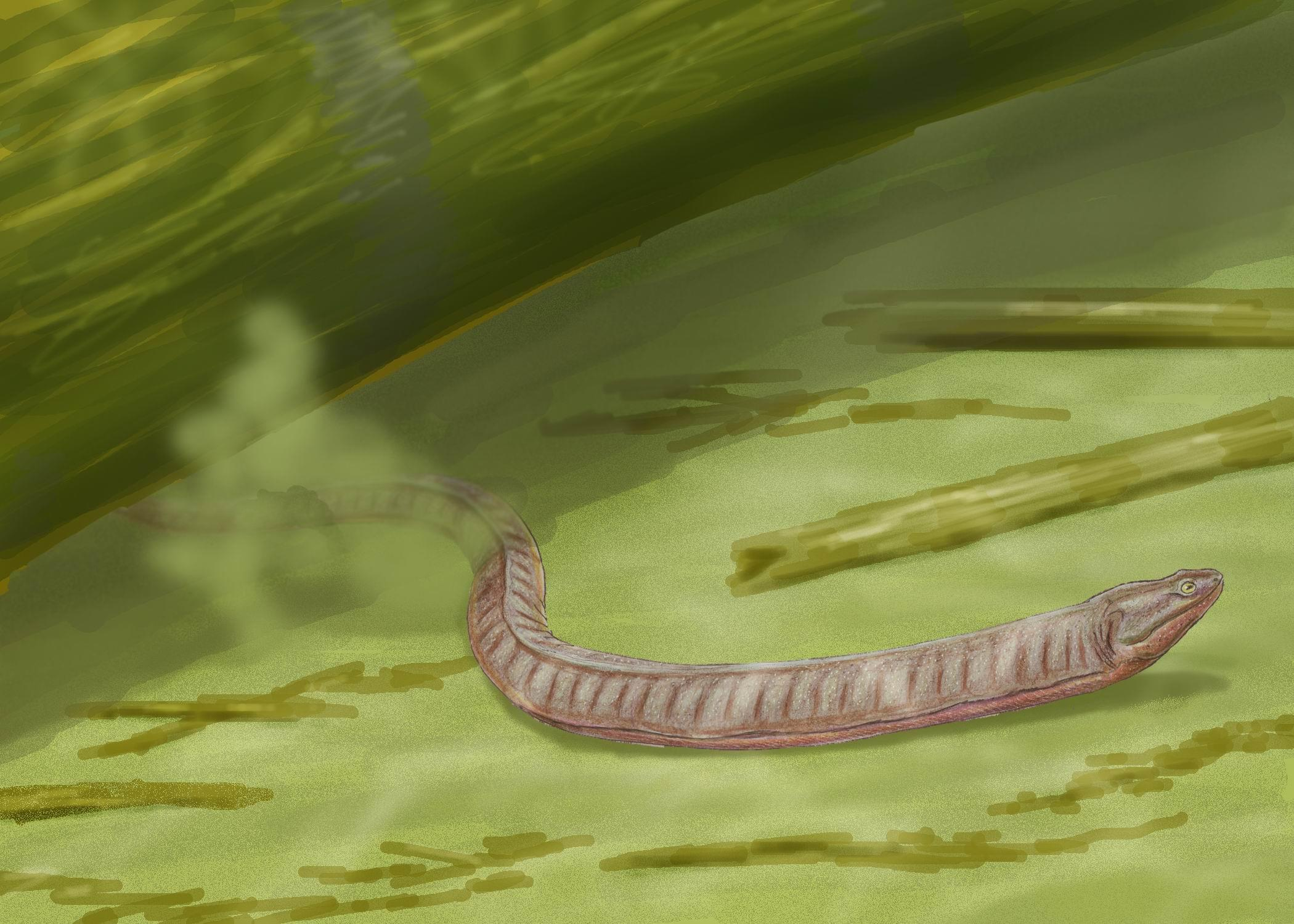
Adelospondylus

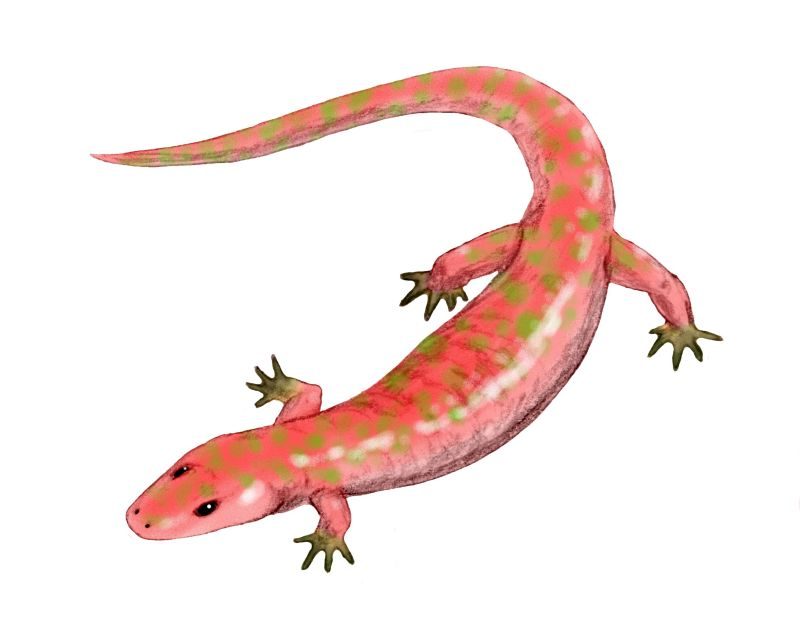
Albanerpeton

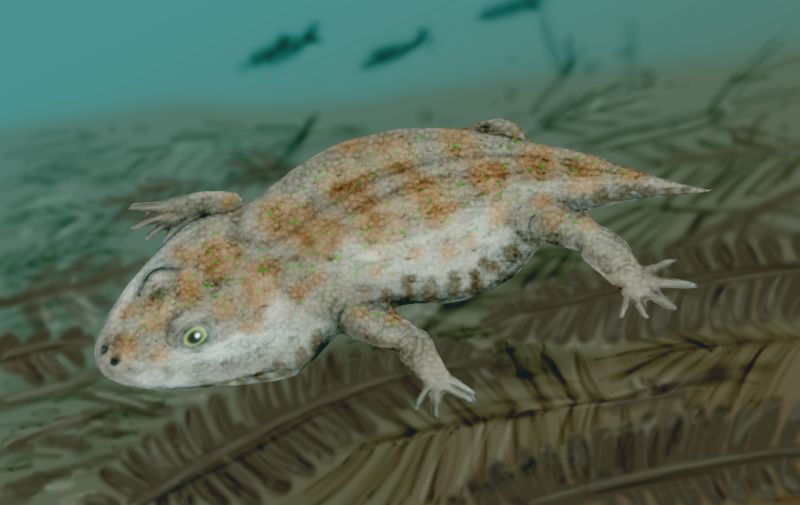
Amphibamus

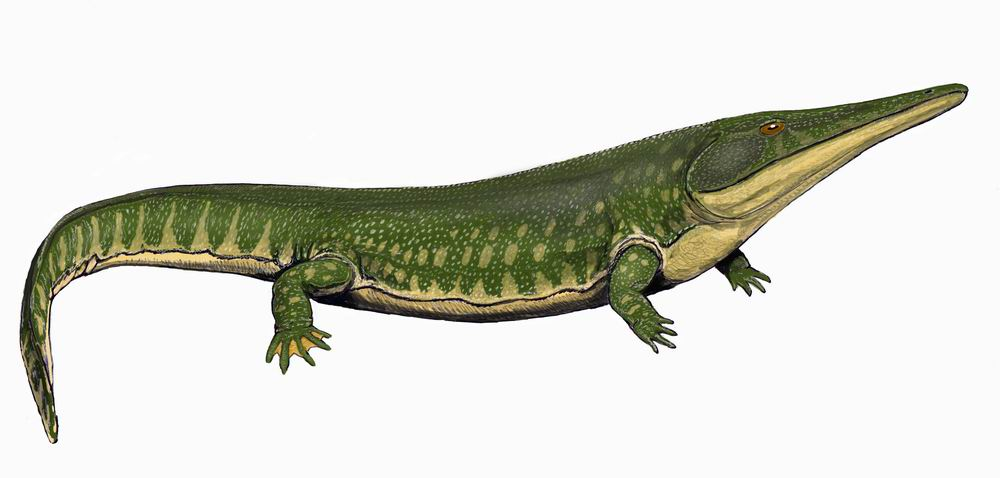
Archegosaurus

- Abiadisaurus
- Acadia
- Acherontiscus
- Acroplous
- Actiobates
- Actinodon
- Adamanterpeton
- Adelogyrinus
- Adelospondylus
- Albanerpeton
- Albionbatrachus
- Alegeinosaurus
- Almasaurus
- Altanulia
- Amphibamus
- Amphiuma
- Anaschisma
- Anconastes
- Andrias scheuchzeri
- Angusaurus
- Anoualerpeton
- Apachesaurus
- Apateon
- Aphaneramma
- Apodops
- Apricosiren
- Aralobatrachus
- Arcadia
- Archaeotriton
- Archegosaurus
- Archotosaurus
- Arganasaurus
- Arizonerpeton
- Arkanserpeton
- Asaphestra
- Aspidosaurus
- Astreptorhachis
- Australerpeton
- "Austrobrachyops"
- Austropelor
- Avitabatrachus

## B

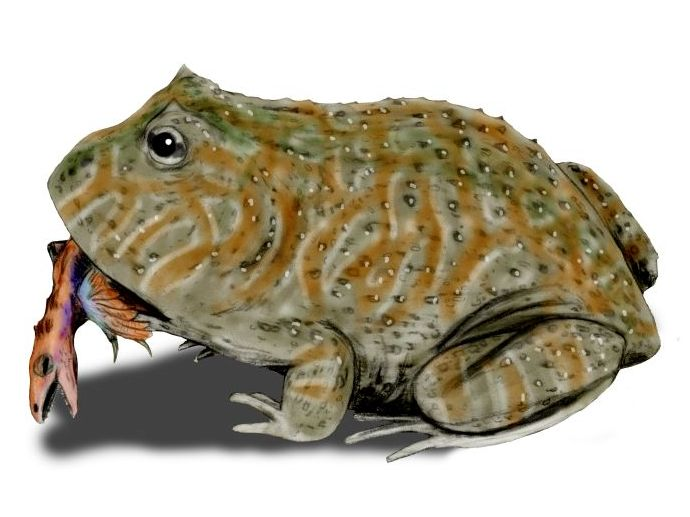
Beelzebufo

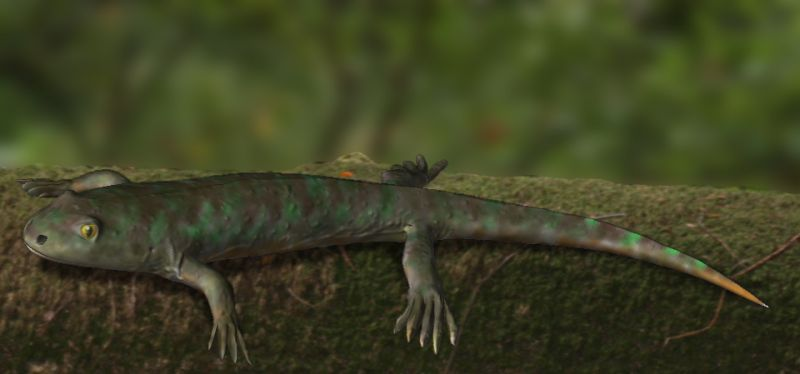
Balanerpeton

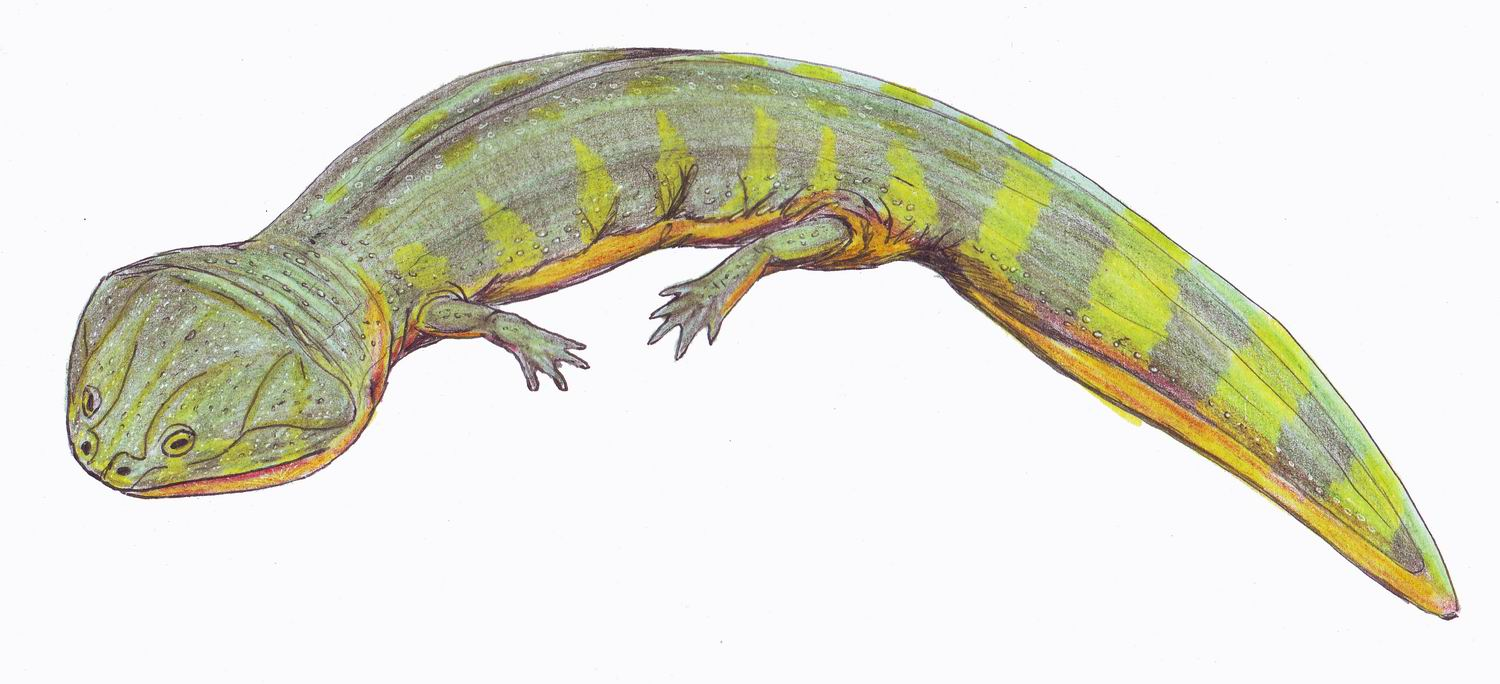
Batrachosuchus

- Balanerpeton
- Banksiops
- Baranophrys
- Bashkirosaurus
- Batrachiderpeton
- Batrachosauroides
- Batrachosaurus
- Batrachosuchoides
- Batrachosuchus
- Batropetes
- Baurubatrachus
- Beelzebufo
- Benthosuchus
- Benthosphenus
- Blinasaurus
- Boii
- Bolterpeton
- Boreopelta
- Bothriceps
- Brachycormus
- Brachydectes
- Brachyops
- Brachystelechus
- Branchierpeton
- Branchiosaurus
- Brevidorsum
- Broiliellus
- Broomistega
- Broomulus
- Bulgosuchus
- Bukobaja

## C

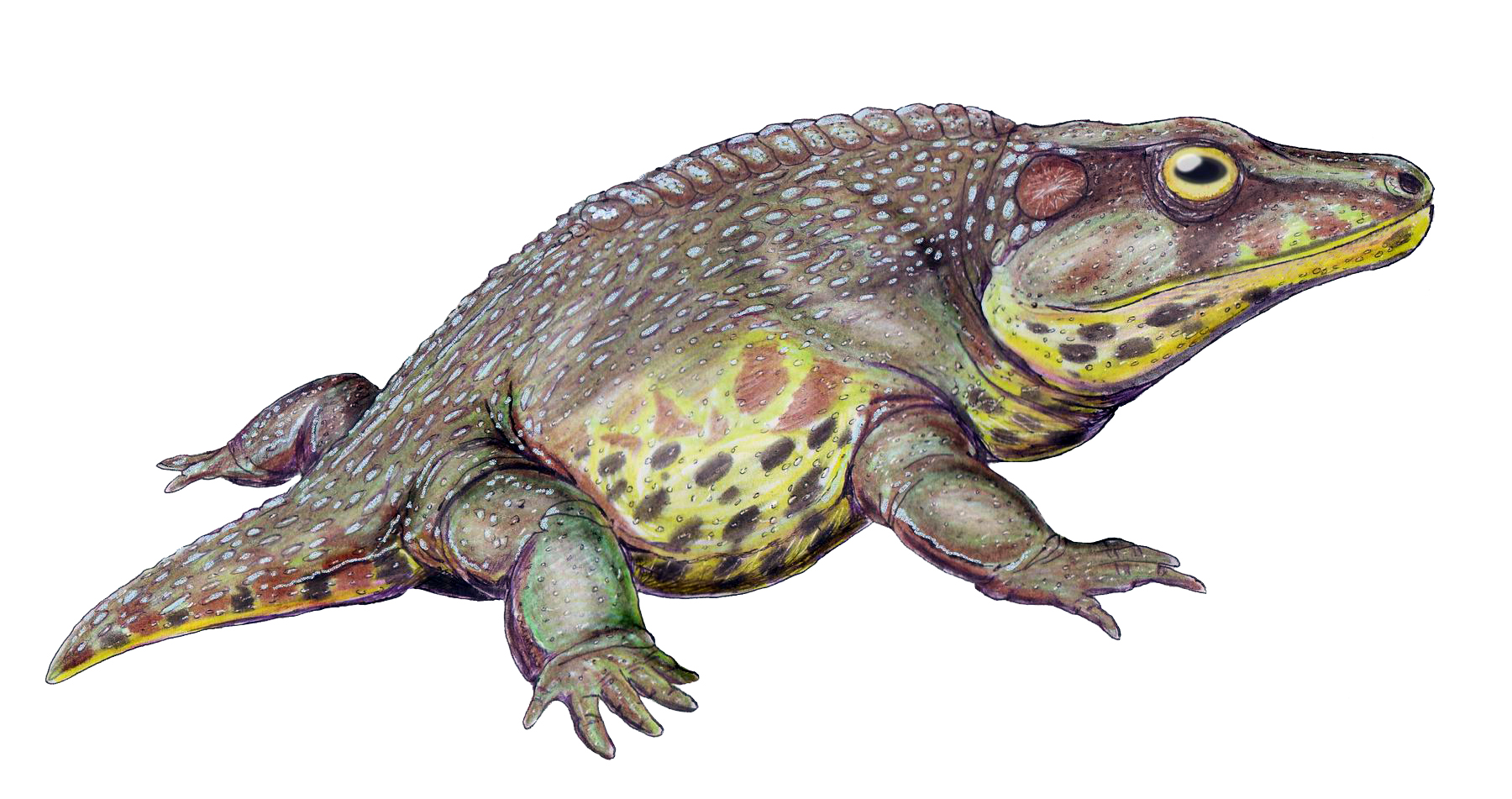
Cacops

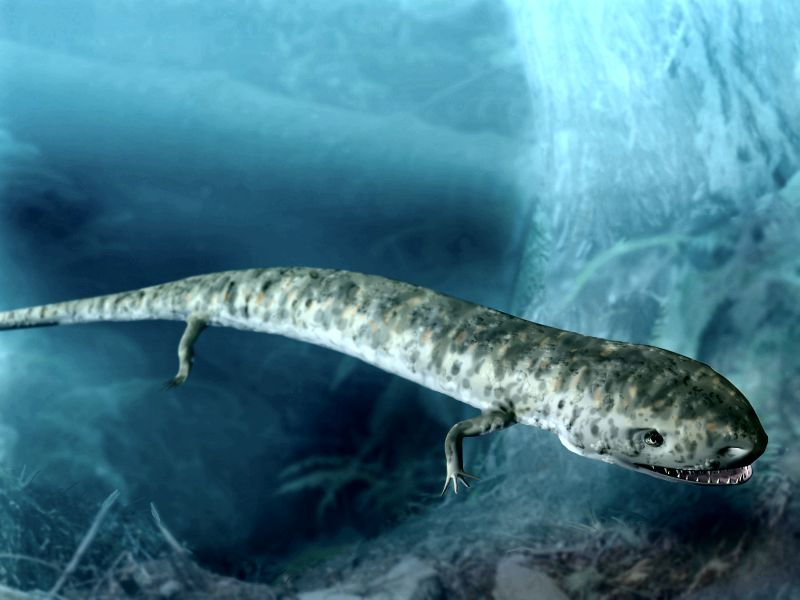
Cardiocephalus

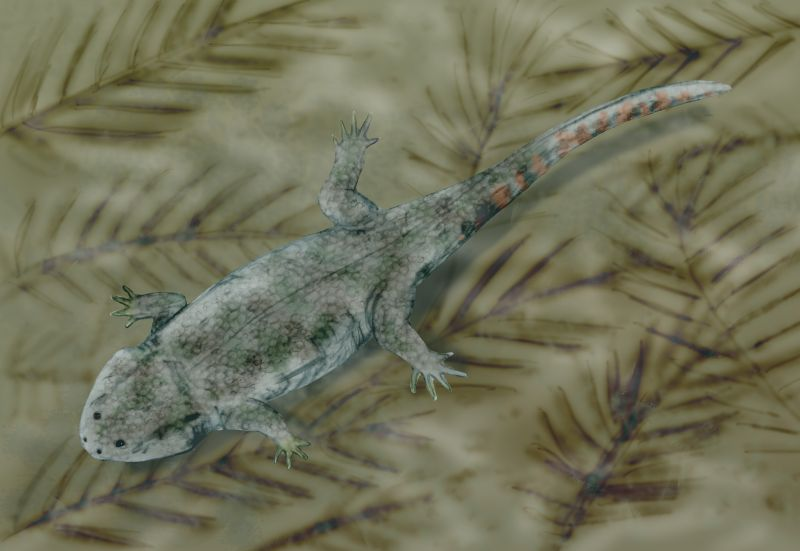
Compsocerops

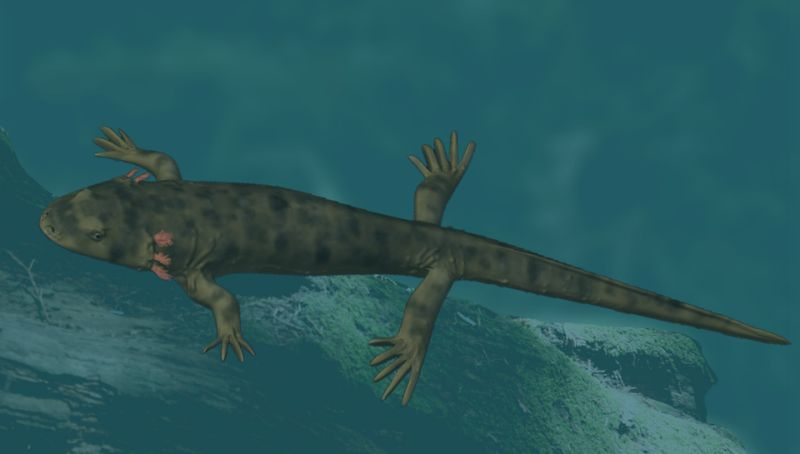
Chunerpeton

- Cacops
- Calamops
- Callobatrachus
- Calverpeton
- Capetus
- Capitosaurus
- Cardiocephalus
- Carrolla
- Celtedens
- Chelomophrynus
- Chelotriton
- Chelyderpeton
- Chenoprosopus
- Cherninia
- Chromatobatrachus
- Chunerpeton
- Clamorosaurus
- Cochlyosaurus
- Cocytinus
- Collidosuchus
- Coloraderpeton
- Colosteus
- Comonecturoides
- Compsocerops
- Conjunctio
- Cretasalia
- Crinodon
- Crossotelos
- Cryobatrachus
- Cryptobranchus
- Ctenerpeton
- Cyclotosaurus
- Czatkobatrachus

## D

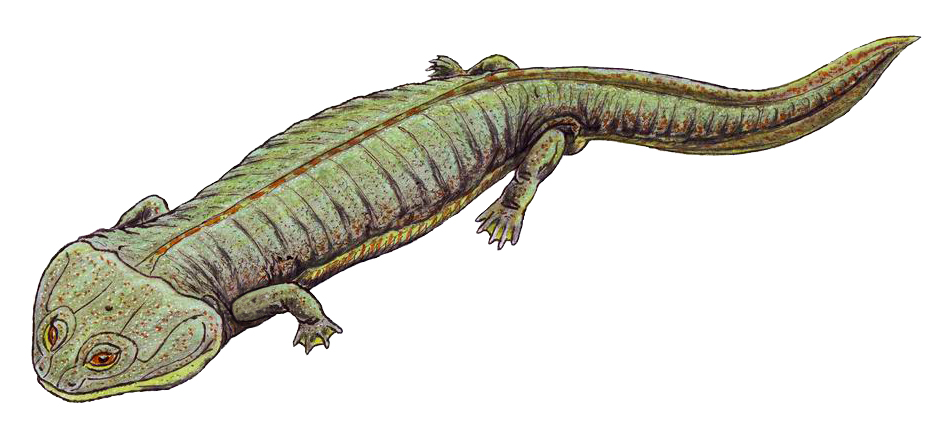
Dvinosaurus

- Dasyceps
- Deltacephalus
- Deltasaurus
- Dendrepeton
- Derwenti
- Diadetognathus
- Diceratosaurus
- Dictyocephalus
- Diplocaulus
- Diploceraspis
- Dissorophus
- Dolichopareias
- Dolichosoma
- Doleserpeton
- Doragnathus
- Dunuitosaurus
- Dutuitosaurus
- Dvinosaurus

## E

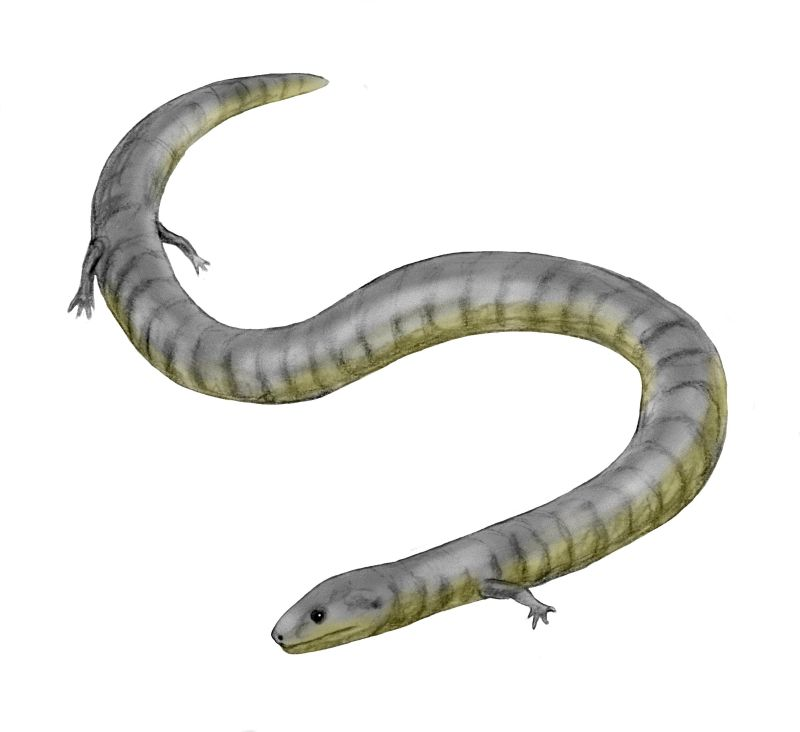
Eocaecilia

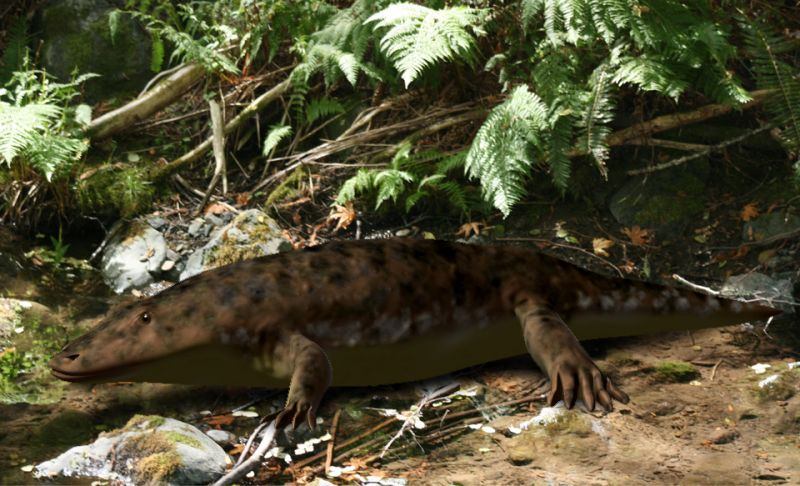
Eryops

- Ecolsonia
- Elfridia
- Enneabatracus
- Eocaecilia
- Eocyclotosaurus
- Eodiscoglossus
- Eopelobates
- Eorhinophrynus
- Eoscapherpeton
- Eoscopus
- Eoxenopoides
- Erpetocephalus
- Erpetosaurus
- Eryops
- Eyrosuchus
- Erythrobatcrachus
- Estesina
- Eugyrinus
- Eupelor
- Euryodus

## F
- Fayella
- Ferganobatrachus

## G

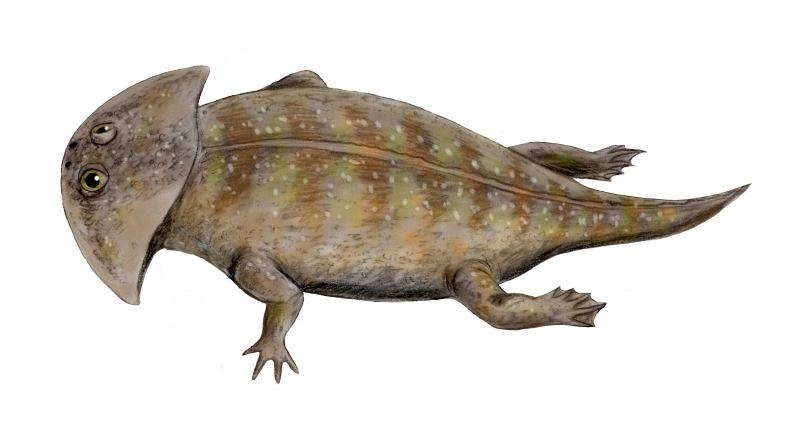
Gerrothorax

- Gaudrya
- Georgenthalia
- Gerrothorax
- Gerobatrachus
- Gobiates
- Gobiatoides
- Gobiops
- Gonioglyptus
- Gosgriffius
- Greererpeton

## H
- Habrosaurus
- Hadrokkosaurus
- Hapsidopareion
- Hatzegobatrachus
- Hemprichisaurus
- Heptasaurus
- Horezmia
- Hylaeobatrachus
- Hyperkynodon

## I
- Icanosaurus
- Indobenthosuchus
- Indobrachyops
- Indolyrocephalus
- Inflectosaurus
- Inflectosuchus
- Intasuchus
- Iratusaurus
- Iridotriton
- Isodectes
- Itemirella

## J
- Jammerbergia
- Jeholotriton

## K

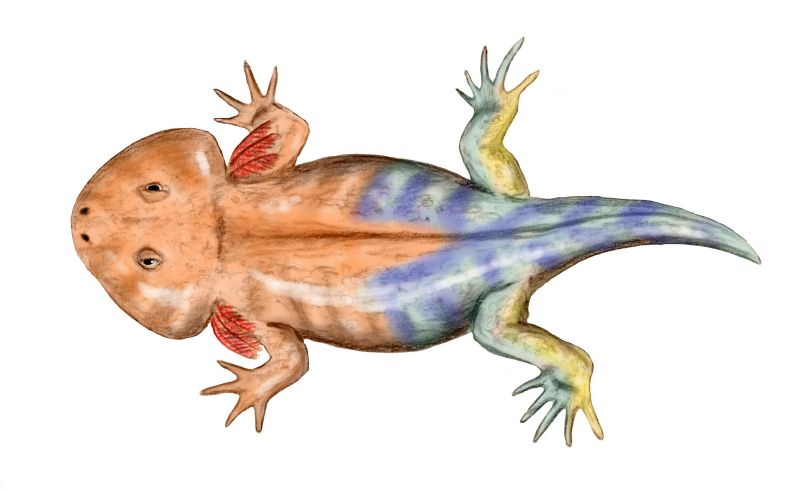
Karaurus

- Kamacops
- Karaurus
- Keraterpeton
- Keratobrachyops
- Kestrosaurus
- Kizylkuma
- Koalliella
- Kokartus
- Komatosuchus
- Konzukovia
- Koolasuchus
- Koskinonodon
- Kourerpeton
- Kuttycephalus

## L

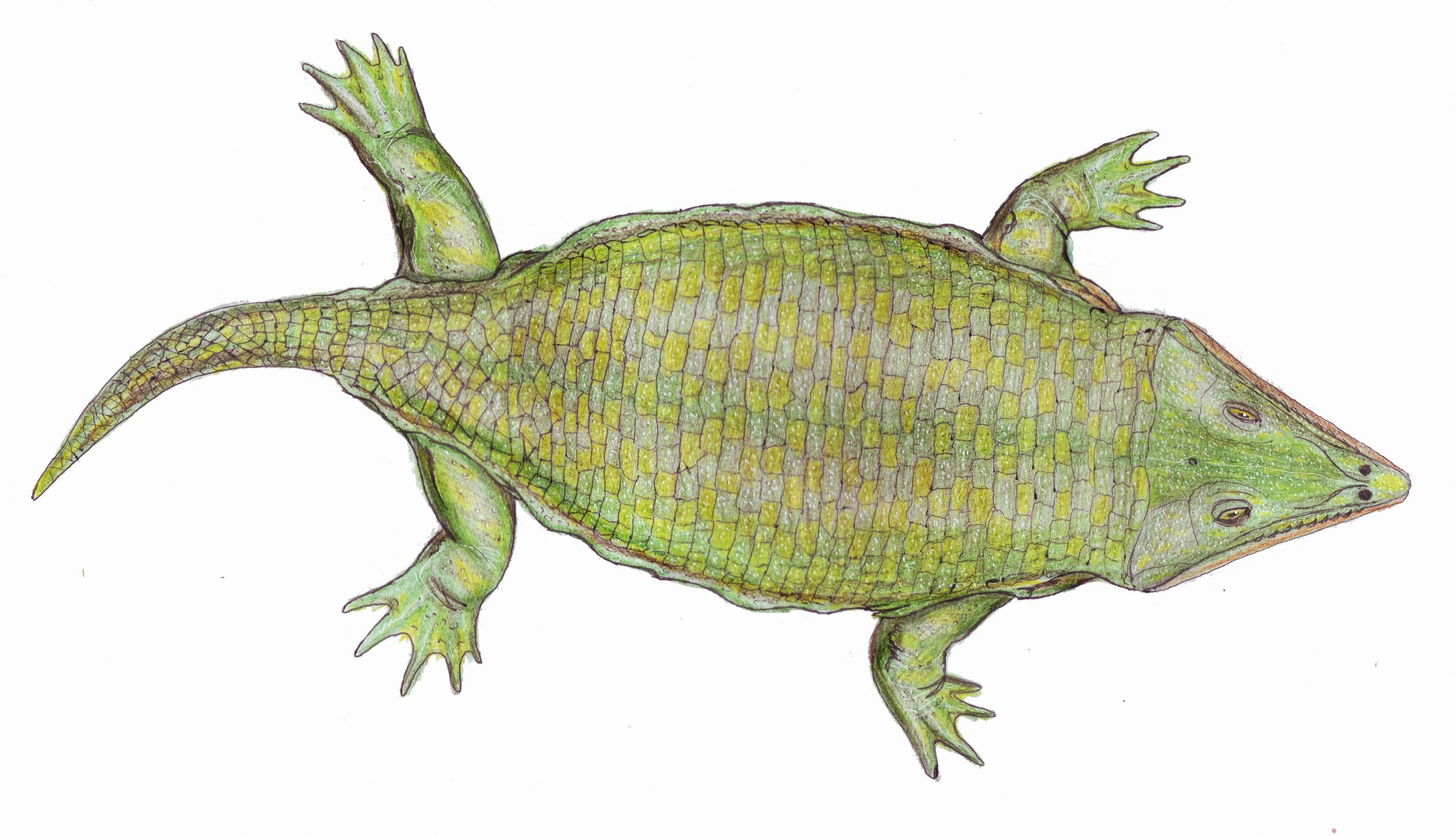
Laidleria

- Labyrinthodon
- Laccocephalus
- Laccosaurus
- Laccotriton
- Lafonius
- Laidleria
- Lapillopsis
- "Latiscopus"
- Latonia
- Leiocephalikon
- Lepterpeton
- Lethiscus
- Liaobatrachus
- Liaoxitriton
- Limnerpeton
- Limnoiketes
- Limnogyrinus
- Lisserpeton
- Lithobatrachus
- Llankibatrachus
- Llistrofus
- Longiscitula
- Luzocephalus
- Lydekkerina
- Lyrocephaliscus
- Lysorophus

## M

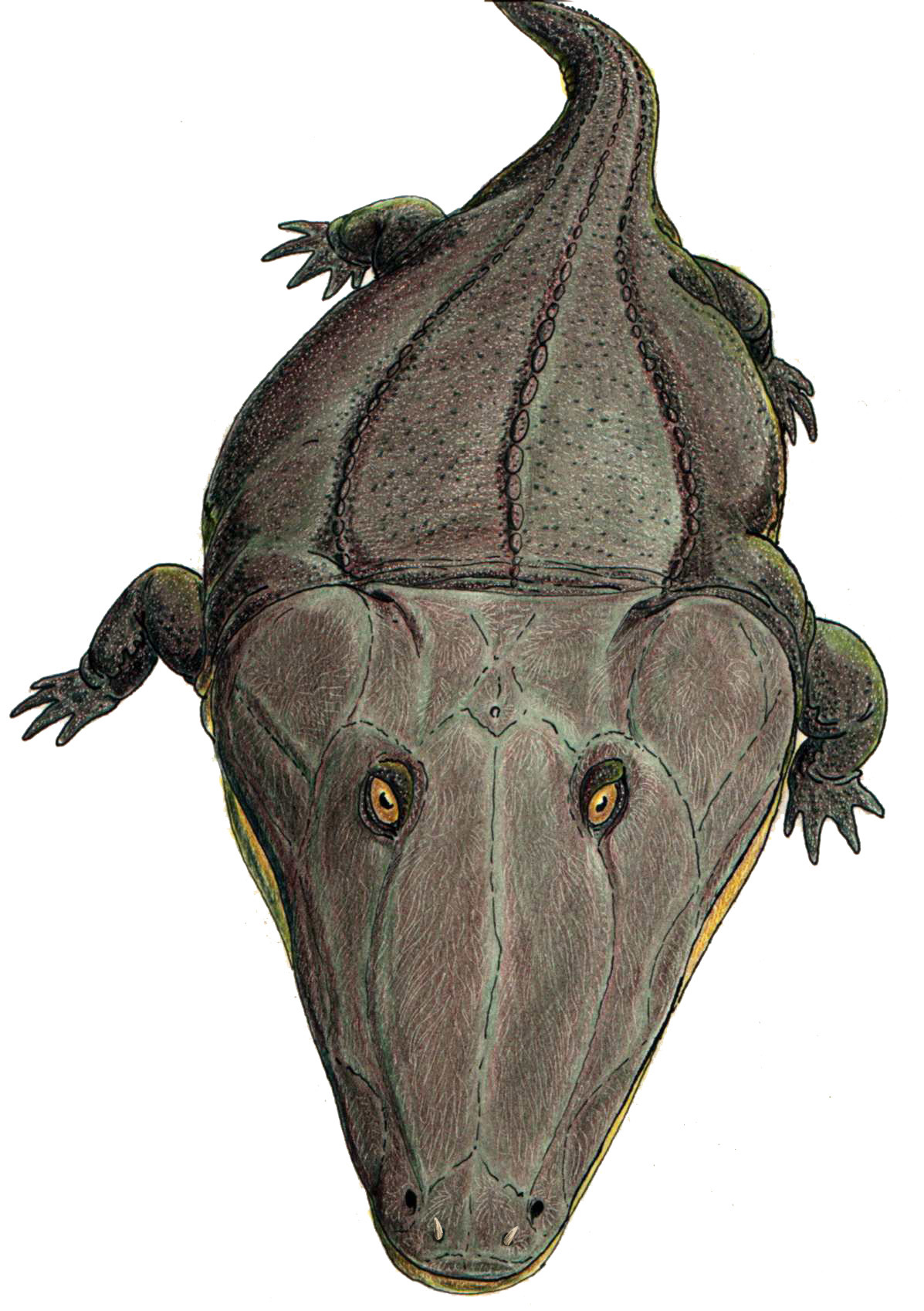
Mastodonsaurus

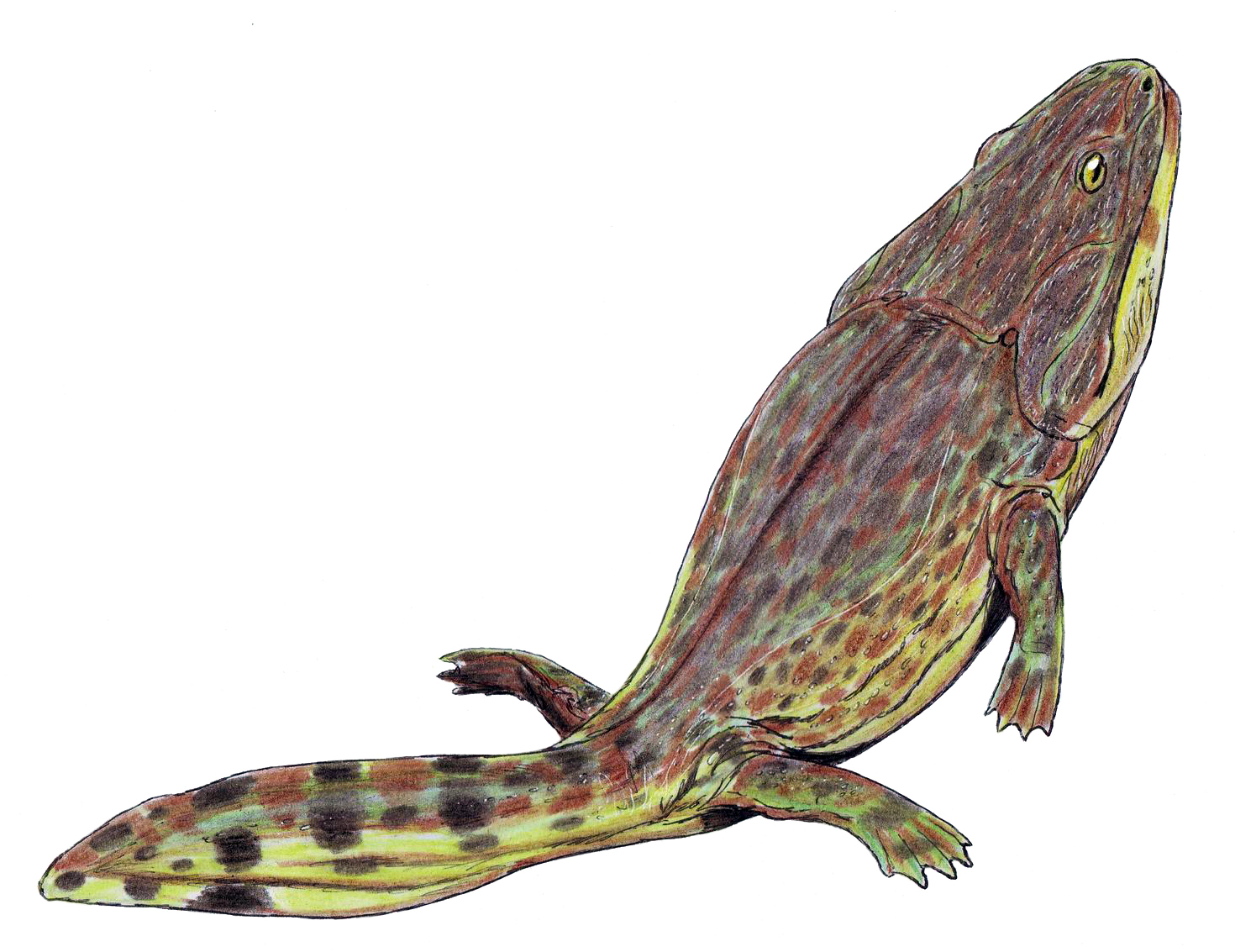
Metoposaurus

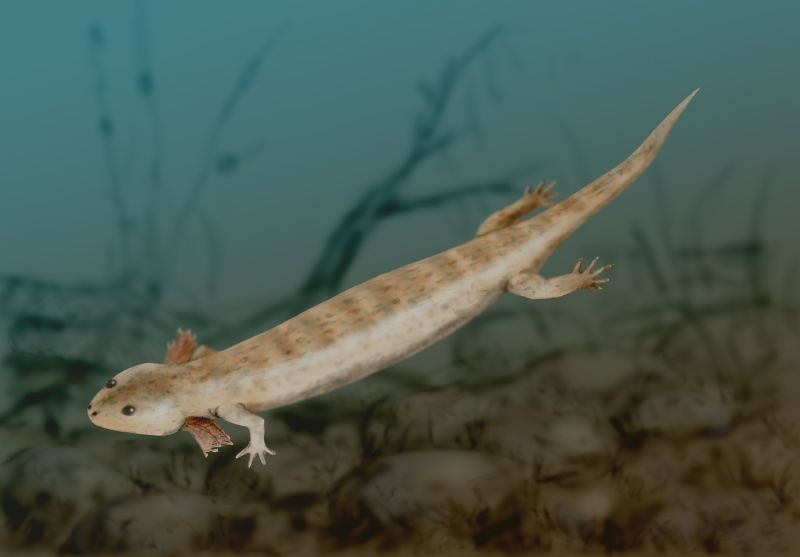
Microbrachis

- Macrerpeton
- Macropelobates
- Mactrerpeton
- Mahavisaurus
- Manubrantlia
- Marmorerpeton
- Mastodonsaurus
- Mastodontosaurus
- Megamolgophis
- Megalotriton
- Megamolgophis
- Melanerpeton
- Melanopelta
- Melosaurus
- Mentosaurus
- Mesophryne
- Metoposaurus
- Micraroter
- Microbrachis
- Micromelerpeton
- Micropholis
- Microposaurus
- Miopelobates
- Miopelodytes
- Mioproteus
- Molgophis
- Monsechobatrachus
- Montcellia
- Mordex
- Muchocephalus
- Mynbulakia

## N
- Nannaroter
- Nannospongylus
- Nanolania
- Neldasaurus
- Neusibatrachus
- Nevobatrachus
- Nezpercius
- Nigerpeton
- Notobatrachus
- Notobrachiops

## O

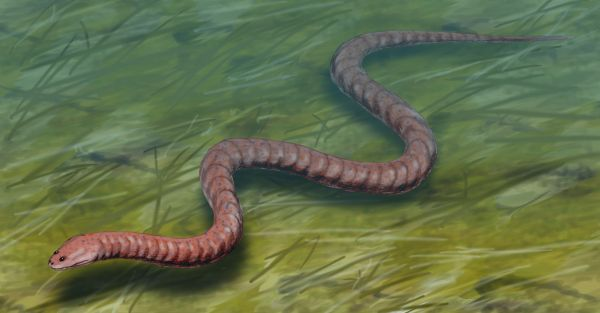
Ophiderpeton

- Oldenwaldia
- Odonterpeton
- Odontosaurus
- Oestocephalus
- Oligosemia
- Onchiodon
- Ophiderpeton
- Opisthotriton
- Oestocephalus
- Orthophyia
- Osteophorus
- Ostodolepis

## P

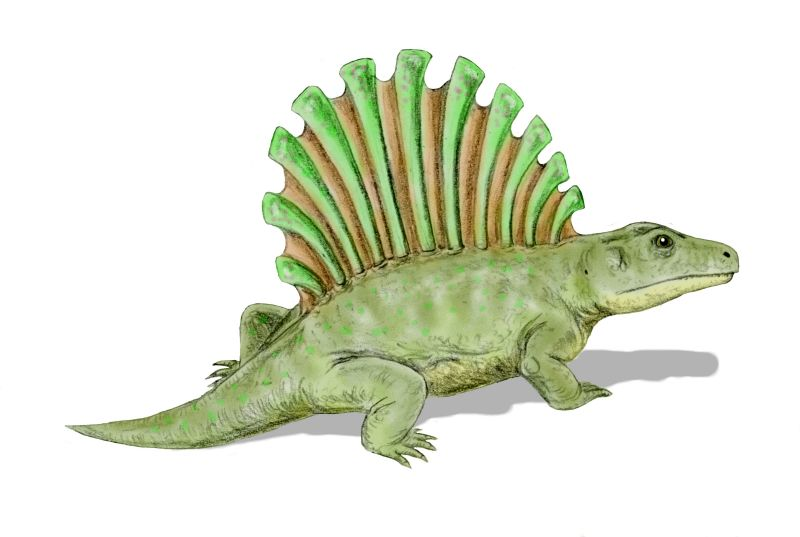
Platyhystrix

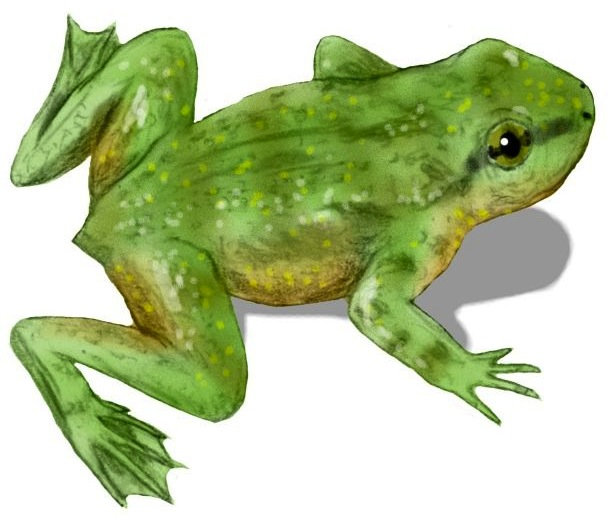
Prosalirus

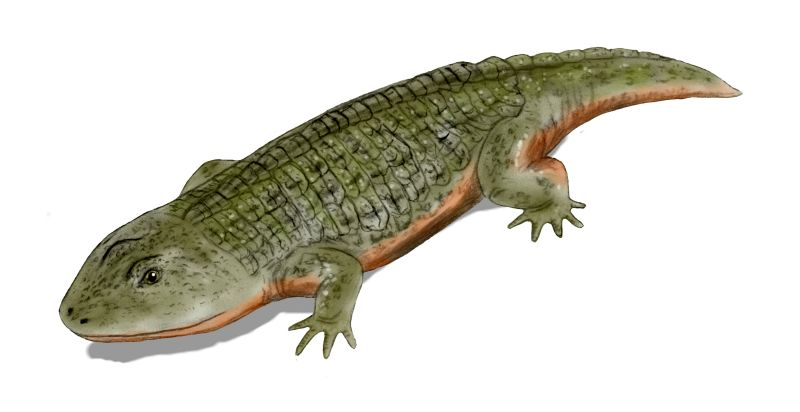
Peltobatrachus

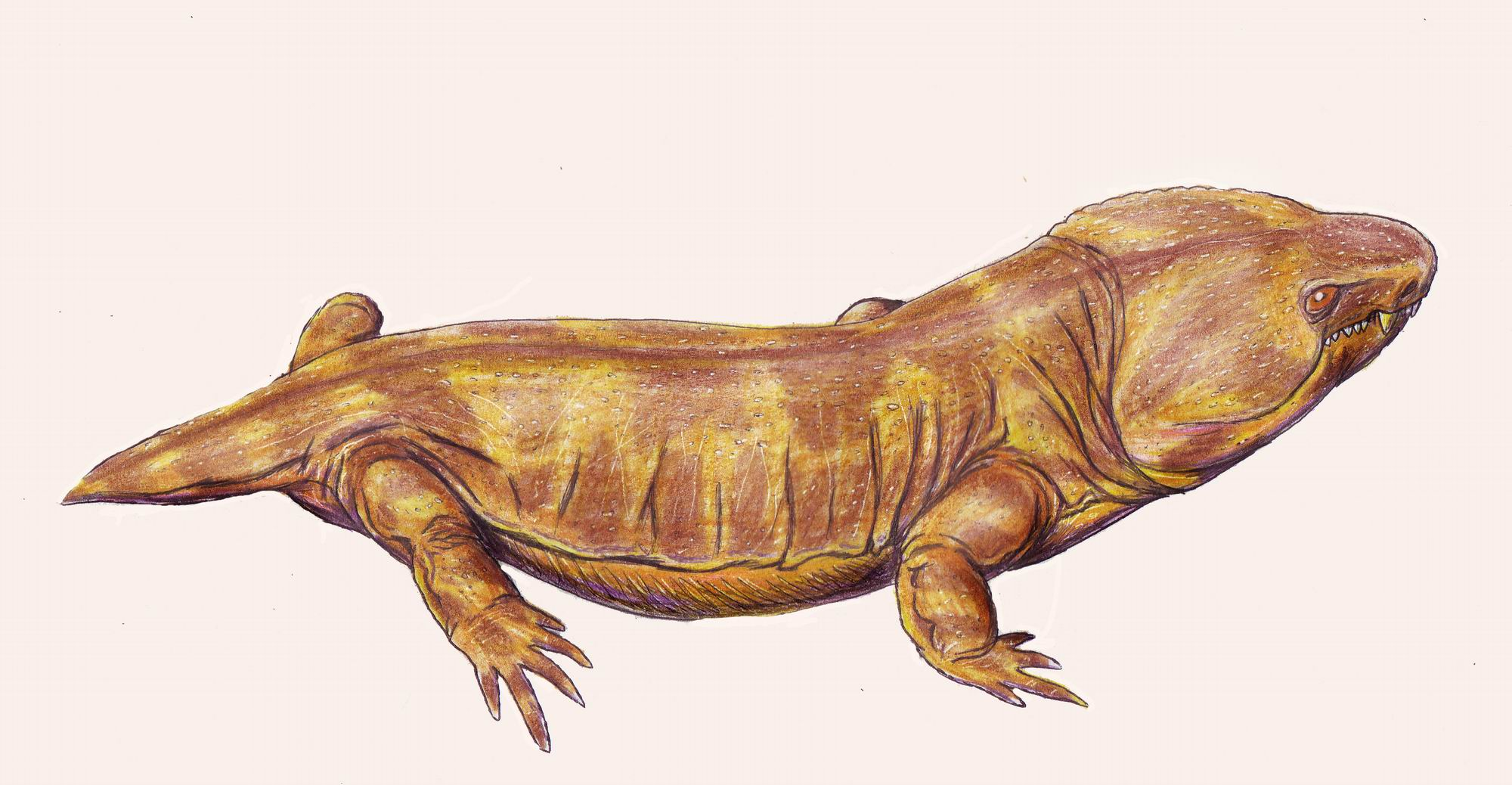
Pantylus

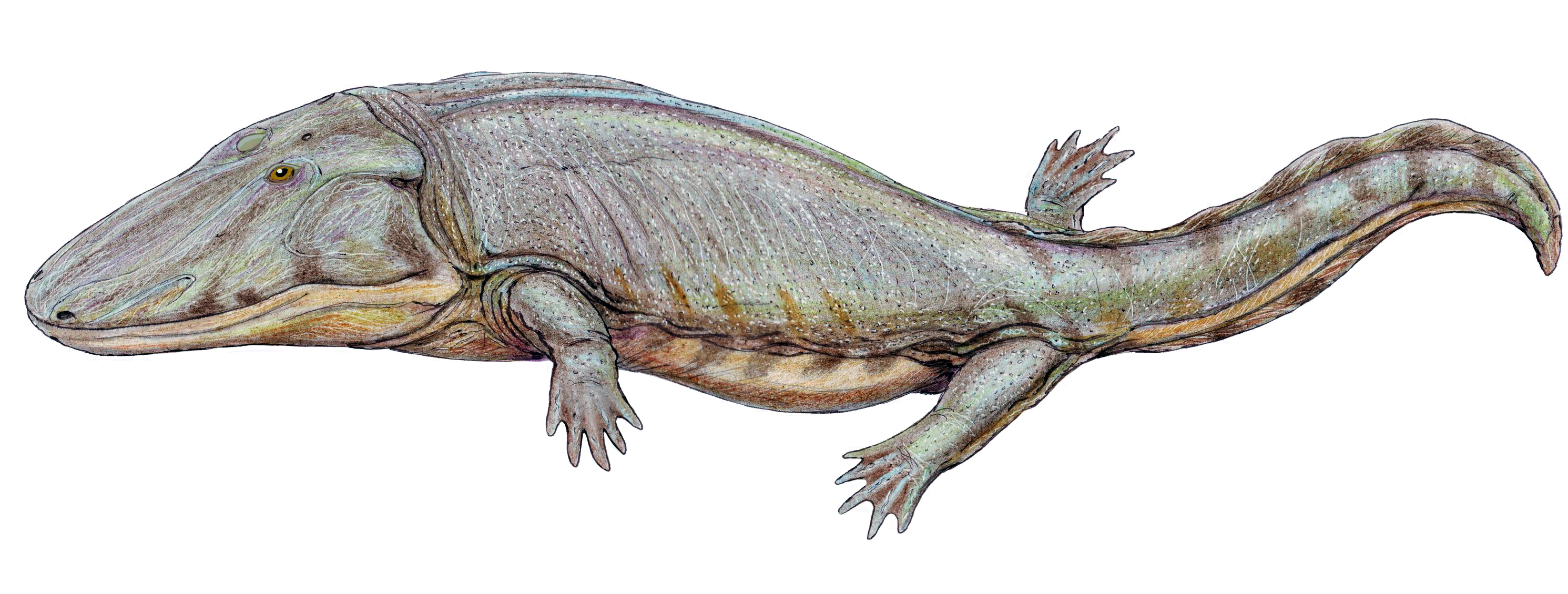
Paracyclotosaurus

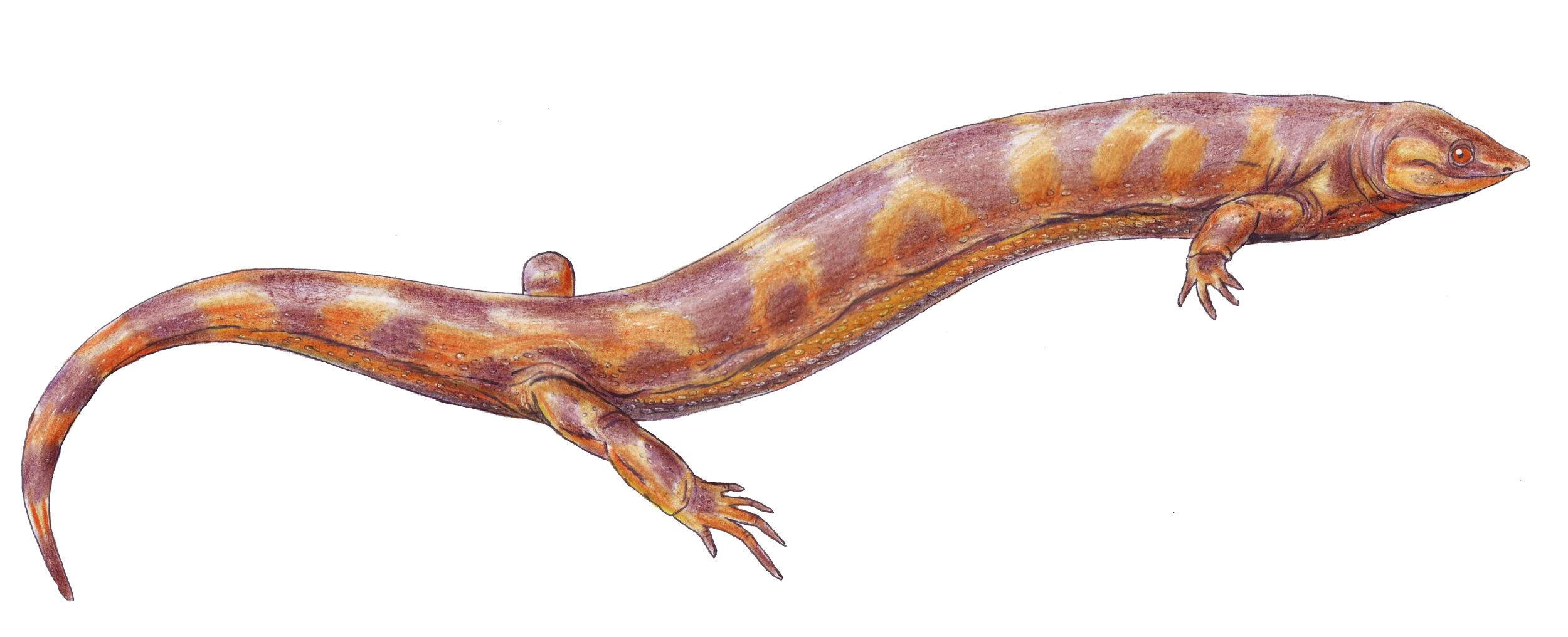
Pelodosotis

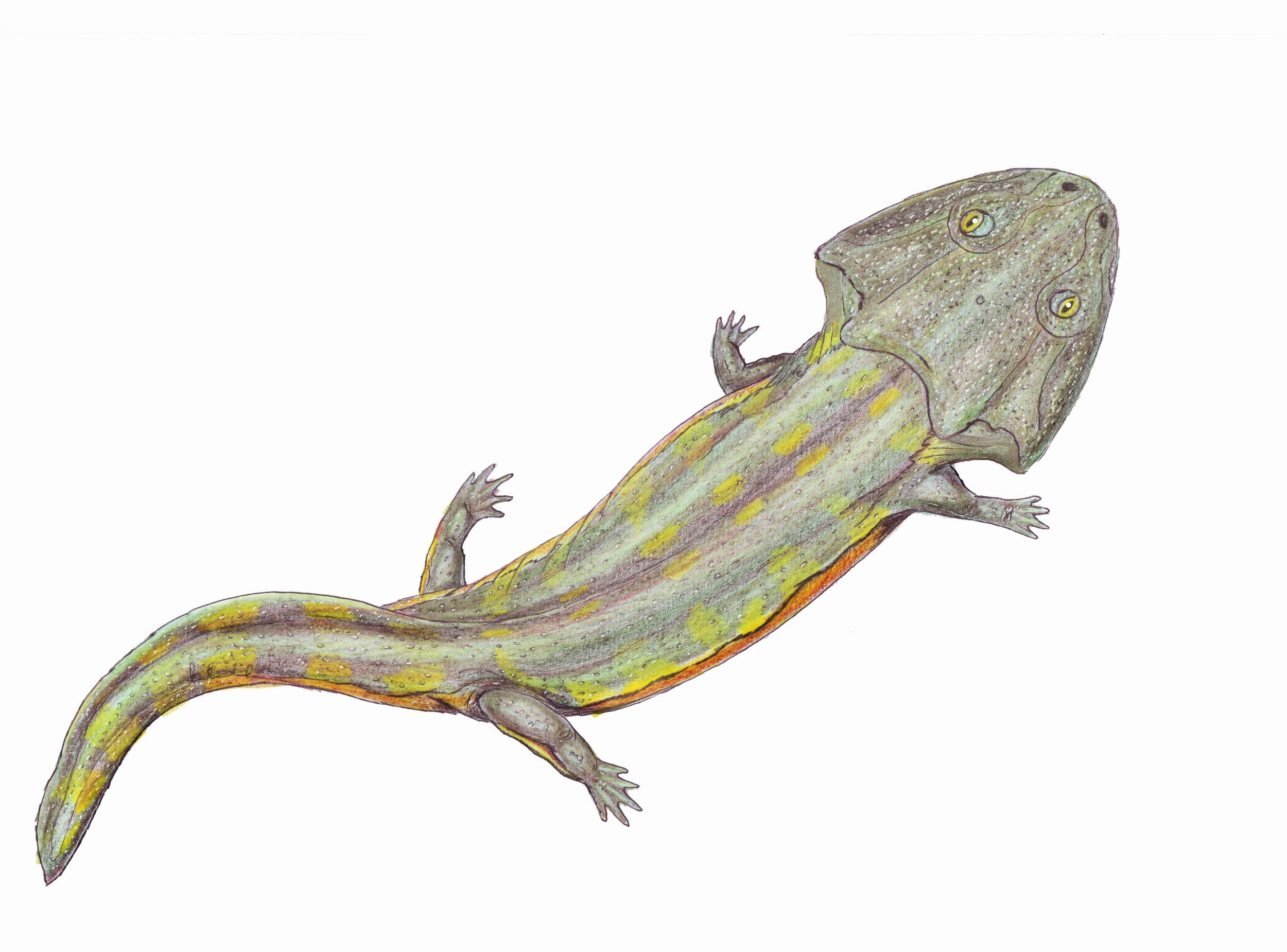
Pelorocephalus

- Pachybatrachus
- Pachygonia
- Palaeobatrachus
- Palaeomolgophis
- Palaeopleurodeles
- Palaeoproteus
- Paleoamphiuma
- Panchetosaurus
- Pangerpeton
- Pantylus
- Paracyclotosaurus
- Paradiscoglossus
- Paralatonia
- Pariotichus
- Parioxes
- Parotosaurus
- Parrisia
- Pelodosotis
- Pelorocephalus
- Pelophilus
- Peltobatrachus
- Peltostega
- Peratosauroides
- Phlegethontia
- Pholidogaster
- Phonerpeton
- Piceoerpeton
- Plagiobatrachus
- Plagiorophus
- Plagiosaurus
- Plagioscutum
- Plagiosternum
- Plagiosuchus
- Platycepsion
- Platyhystrix
- Platyoposaurus
- Platyrhinops
- Platystega
- Plemmyradytes
- Pleuroptyx
- Pliobatrachus
- Pneumatostega
- Prionosuchus
- Proamphiuma
- Procerobatrachus
- Procochleosaurus
- Procynops
- Prodesmodon
- Prodiscoglossus
- Promastodonsaurus
- Propelodytes
- Prosalirus
- Prosiren
- Proterogyrinus
- Prothoosuchus
- Pseudophlegethontia
- Ptychosphenodon
- Ptyonius
- Putterilia

## Q
- Quasicaecelia
- Quasicyclotosaurus

## R

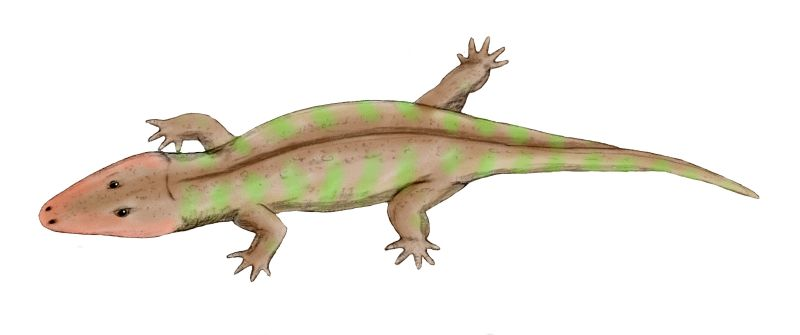
Rhinesuchus

- Rileymillerus
- Rewana
- Rhadalognathus
- Rhadinosteus
- Rhineceps
- Rhinesuchoides
- Rhinesuchus
- Rhinophrynus
- Rhynchonkos
- Rhytidosteus
- Ricnodon
- Rotaurisaurus
- Rubricacaecilia

## S

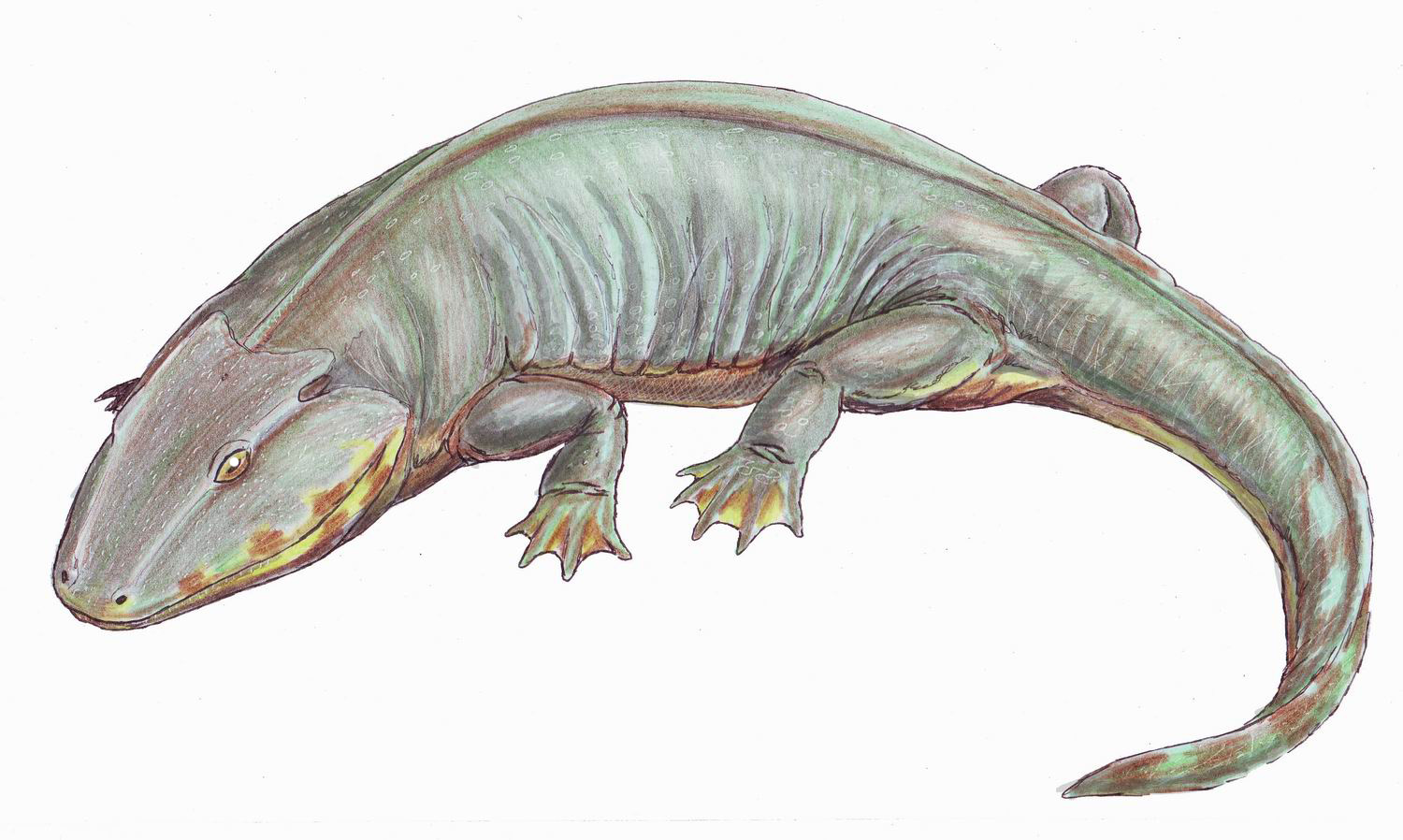
Sclerocephalus

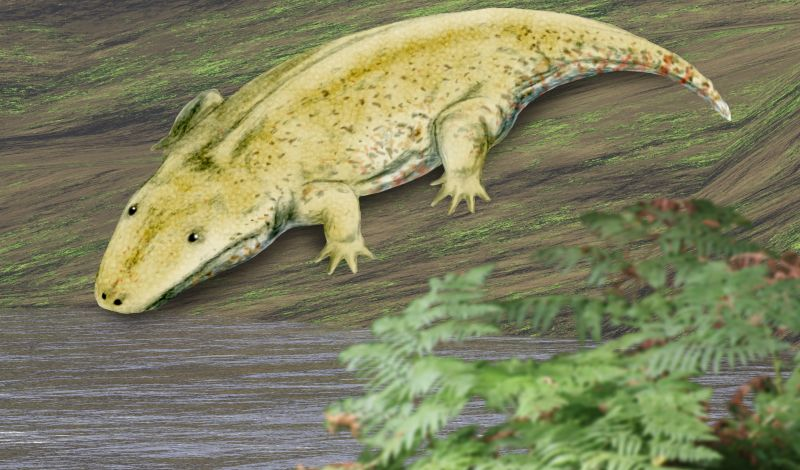
Saharastega

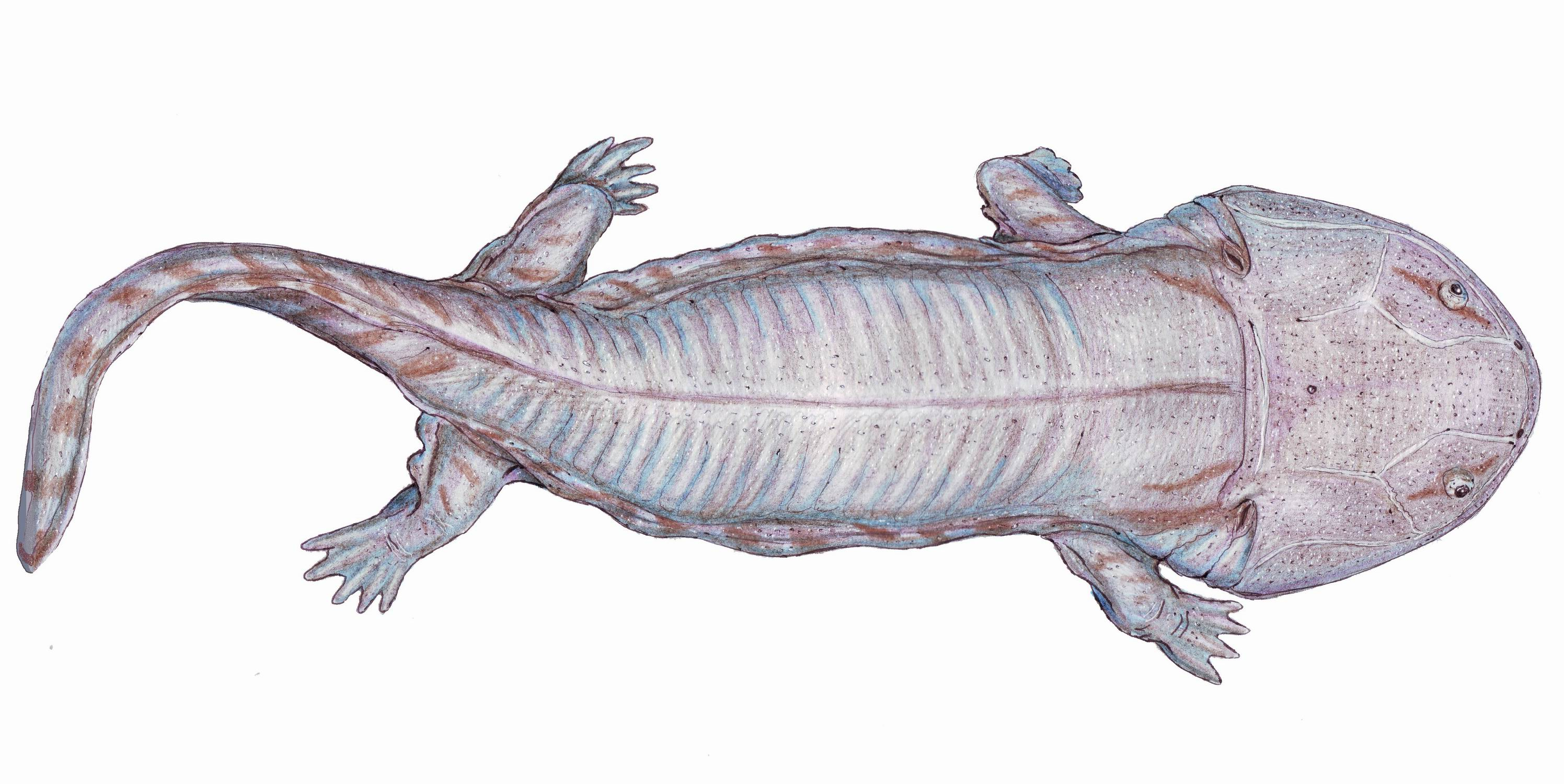
Siderops

- Saevesoederberghia
- Saharastega
- "Sanyanlichan"
- Saltenia
- Sassenisaurus
- Sauravus
- Sauropleura
- Saxonerpeton
- Scapherpeton
- Schoenfelderpeton
- Scincosaurus
- Sclerocephalus
- Sclerothorax
- Scotiphryne
- Shelania
- Shomronella
- Siderops
- Sillerpeton
- Sinerpeton
- Sinobrachiops
- Singidella
- Slaugenhopia
- Sparodus
- Spondylophryne
- Stanocephalosaurus
- Stegops
- Stegotretus
- Stenotosaurus
- Stoschiosaurus
- Subcyclotosaurus
- Syndyodosuchus
- Syphonidon

## T

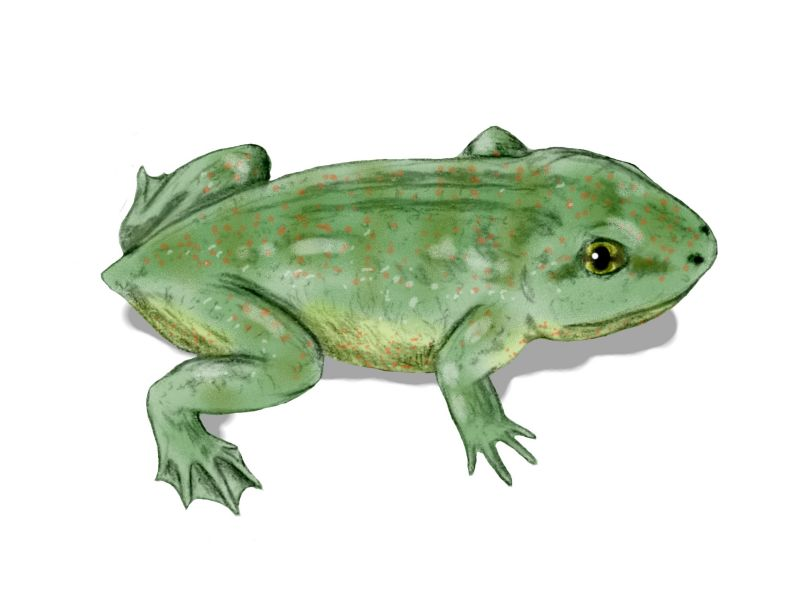
Triadobatrachus

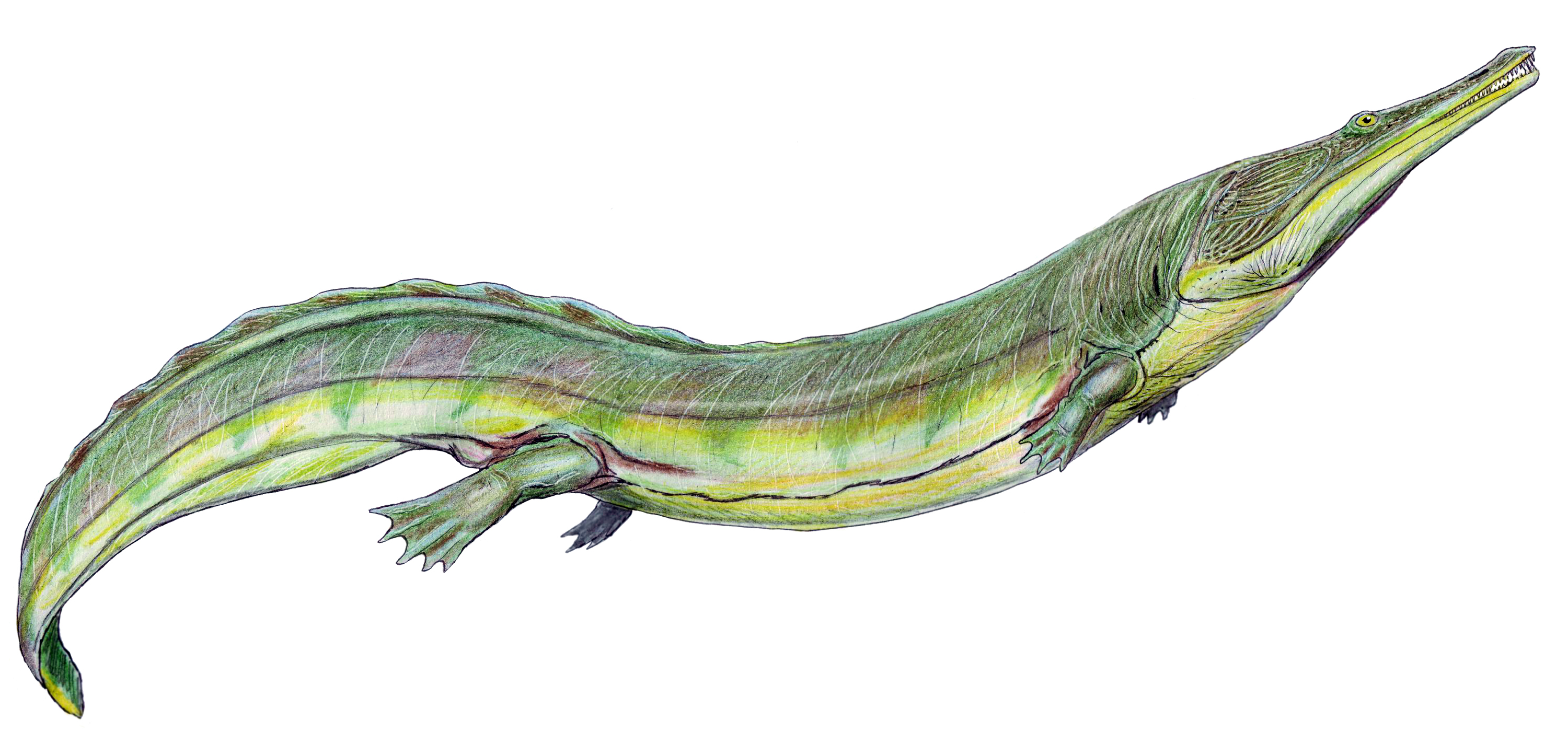
Trematosaurus

- Tatrasaurus
- Taphrognathus
- Tersomius
- Tertrema
- Tertremoides
- Thabanchuia
- Theatonius
- Thoosuchus
- Thoraciliacus
- Tirraturhinus
- Trachystegos
- Trematolestes
- Trematosaurus
- Trematosuchus
- Trematotegmen
- Triadobatrachus
- Trihecaton
- Trimerorhachis
- Tryphosuchus
- Tuditanus
- Tungussogyrinus
- Tupilakosaurus

## U
- Uranocentrodon
- Urocordylus
- Utaherpeton

## V
- Valdotriton
- Vanastega
- Vieraella
- Vigilius
- Volgasaurus
- Volgasuchus
- Vulcanobatrachus

## W

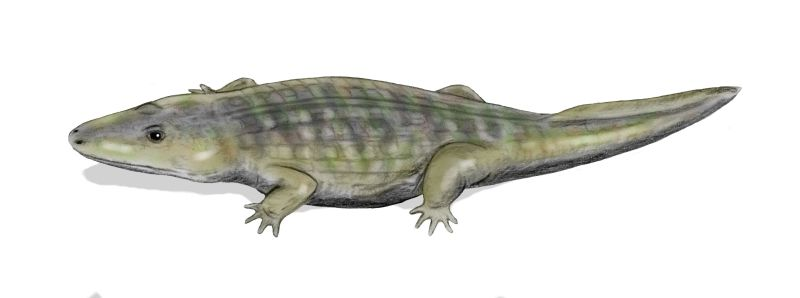
Wetlugasaurus

- Wantzosaurus
- Watsonisuchus
- Wealdenbatrachus
- Wellesaurus
- Wetlugasaurus

## X
- Xenobrachyops
- Xenotosaurus
- Xestorrhytias

## Y
- Yarengia
- Yuanansuchus
- Yizhoubatrachus

## Z

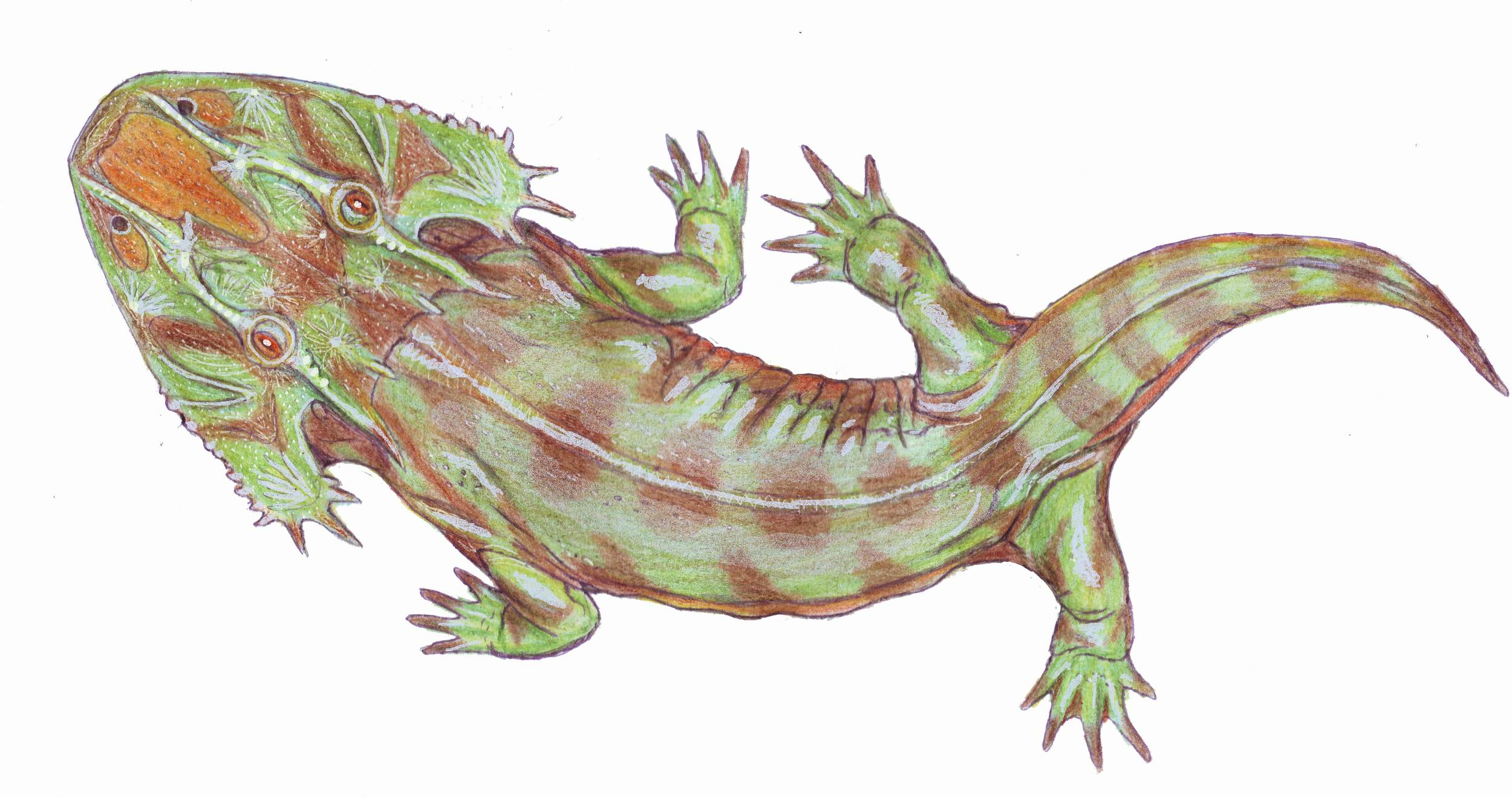
Zatrachys

- Zaphrissa
- Zatrachys
- Zygosaurus